# Музеј Хореум Марги-Равно
Музеј „Хореум Марги-Равно“ је музеј у Ћуприји, основан 1993. године, а који се налази у згради некадашње Поште. 
Назив је добио према остацима североисточне куле града Horreum Margi која је откривена 1989. године приликом радова на проширењу капацитета Поште, што је условило престанак радова на изградњи. У музеј су тада пренесени преостали експонати старог „Завичајног музеја Ћуприје“, као и камена пластика римског града прикупљена приликом истраживања у Касарни „Народни херој Миодраг Новаковић – Џуџа“ у Ћуприји 60-тих и 70-тих година 20. века. Музеј „Хореум Марги –Равно“ има сталну археолошку поставку коју чине археолошки предмети из доба неолита са локалитета Стублине у Супској 3500-5000 г.п.н.е, из античког периода 1-4 в. н.е. локалитети Horreum Margi и Кафилерија, Средњи век, манастир Раваница, као и предмети историјске збирке оружја из 20. века.

## Мисија и визија
Музеј има за циљ да проширује, проучава, документује, штити и чува збирке археолошког, етнолошког, историјског и уметничког карактера, као и археолошки локалитет „Horreum Margi“ и на тај начин служи као отворени извор информација и онима који добро познају културну баштину као и онима којима је она ново искуство, кроз своје активности у којима тежи да достигне највеће стандарде, чинећи своја покретна и непокретна културна добра доступним за разгледање, проучавање и уживање, широј јавности, омогућивши непосредан контакт са материјалним и нематеријалним културним добрима. Поред овога значајна улога Музеја у друштвеној заједници јесте и едукација свих популација становништва, ради очувања свести и неговању сећања на прошлост, културу и уметност народа и култура који су у овим крајевима егзистирали у блиској и далекој прошлости.